# Амстердам (альбом)
«Амстердам» — четырнадцатый студийный альбом группы «Крематорий».

## Список композиций
1. Амстердам
2. Гоблины и хоббиты
3. Рукоблудница Лида
4. Любаша
5. Оля
6. Голый парад
7. Тёплые дни лета
8. Не дрянь
9. Женщина-пила
10. Всадник
11. Лунатик
12. Ромео и Джульетта

## Участники записи
- Армен Григорян — вокал
- Владимир Бурхель — гитара (11, 12)
- Сергей Третьяков — бас-гитара (3, 7, 8)
- Максим Гусельщиков — скрипка (3, 5, 8, 11, 12)
- Андрей Сараев — ударные (3, 7, 8)

Также в записи участвовали
- Илья Шаповалов — гитара, клавишные, программирование
- Дмитрий «Casper» Ришко — скрипка (3, 7, 8)
- Михаил Санок — гитара (4)
- Иван Санок — бас-гитара (4)
- Владимир Протченко — клавишные (4)
- Александр Протченко — ударные (4)
- Ольга Мельничук, Наталья Фонтанова — вокал (5)
- Маша Эра — вокал (10)
- Борис Тавакалян, Георгий Саркисян — дудук (11)